# 1467
Пізнє Середньовіччя •  Відродження •  Реконкіста •  Ганза •  Ацтецький потрійний союз •  Імперія інків

## Геополітична ситуація
Османську державу очолює Мехмед II Фатіх (до 1481). Імператором Священної Римської імперії є Фрідріх III. У Франції королює Людовик XI (до 1483).
Апеннінський півострів розділений: північ належить Священній Римській імперії, середню частину займає Папська область, південь належить Неаполітанському королівству. Деякі міста півночі: Венеція, Флоренція, Генуя тощо, мають статус міст-республік.
Майже весь Піренейський півострів займають християнські Кастилія і Леон, де править Енріке IV (до 1474), Арагонське королівство на чолі з Хуаном II (до 1479) та Португалія, де королює Афонсо V (до 1481). Під владою маврів залишилися тільки землі на самому півдні.
Едуард IV є королем Англії (до 1470), королем Данії та Норвегії — Кристіан I (до 1481), королем Швеції —  Карл VIII Кнутсон. Королем Угорщини є Матвій Корвін (до 1490), а Богемії — Їржі з Подєбрад (до 1471). У Польщі королює, а у Великому князівстві Литовському княжить Казимир IV Ягеллончик (до 1492).
Частина руських земель перебуває під владою Золотої Орди. Галичина входить до складу Польщі. Волинь належить Великому князівству Литовському. Московське князівство очолює Іван III Васильович (до 1505).
На заході євразійських степів від Золотої Орди відокремилися Казанське ханство, Кримське ханство, Ногайська орда. У Єгипті панують мамлюки. У Китаї править династія Мін. Значними державами Індостану є Делійський султанат, Бахмані, Віджаянагара. В Японії триває період Муроматі.
У Долині Мехіко править Ацтецький потрійний союз на чолі з Монтесумою I (до 1469). Цивілізація майя переживає посткласичний період. В Імперії інків править Панчакутек Юпанкі (до 1471).

## Події
- Герцог Бургундії Карл Сміливий придушив повстання в Льєжі.
- Карл VIII Кнутсон знову очолив Швецію.
- Війська угорського короля Матвія Корвіна зазнали поразки від сил молдавського господаря Стефана III Великого поблизу Байї.
- Третя спроба султана Мехмеда II захопити Крую в Албанії завершилася невдало.
- Спалахнуло селянське повстання в Галісії.
- Виник рух Моравських братів.
- Початок смути Онін в Японії, яка переросла в всеяпонську громадянську війну.

## Народились
- 1 січня — Сигізмунд I Старий, король польський і великий князь литовський з династії Ягеллонів (з 1596).